# Герб Авейру
Ге́рб Аве́йру — офіційний символ міста Авейру, Португалія. Використовується як територіальний герб. 

## Опис
На зеленому щиті срібний орел із розкритими крилами і червоним озброєнням. На грудях орла висить срібний щит із золотою облямівкою, в якому розміщений малий герб Португалії. Обабіч орла небесні світила — золоте сонце ліворуч і срібний півмісяць праворуч. Щит увінчує срібна мурована міська корона з п'ятьма вежами. Внизу ланцюг із зіркою Ордена Вежі й Меча.
Під щитом біла стрічка, на якій великими літерами напис португальською: «cidade de Aveiro» (місто Авейру).  Офіційно затверджений 9 серпня 1960 року.

## Історія
У XVI столітті герб Авейру мав вигляд щита, розділеного навпіл. У центрі був малий португальський щит; праворуч — брунатний орел із розкритими крилами поміж двома срібними півмісяцями і зірками; ліворуч — армілярна сфера короля Мануела I. Орел — знак римського походження міста, а сфера — символ  великих географічних відкриттів, здійснених португальцями.
З XVIII століття місто Авейру використовувало інший герб — зелений щит зі срібним лебедем у синій воді, по боках якого розміщувалися пари срібних зірок і півмісяців.

## Галерея

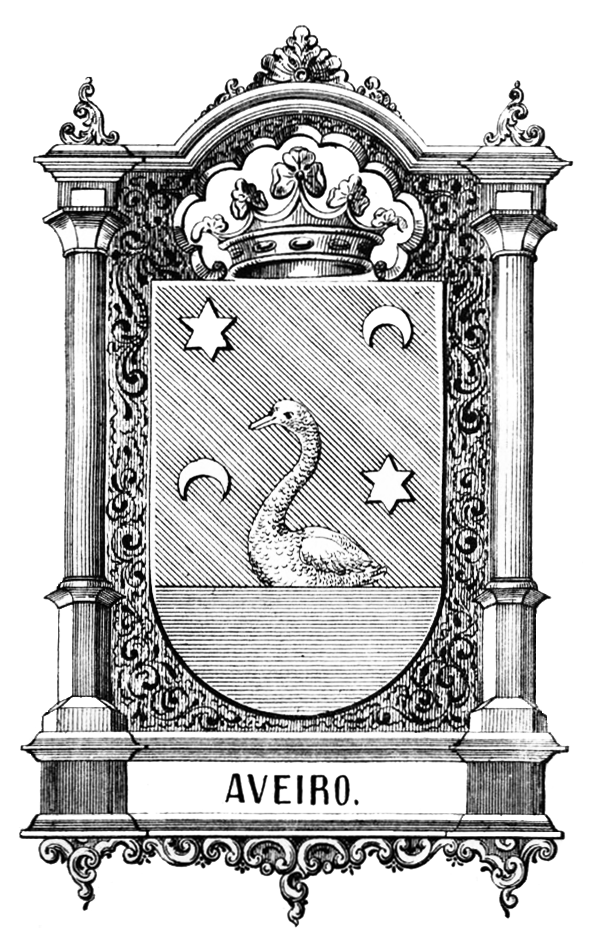
1860
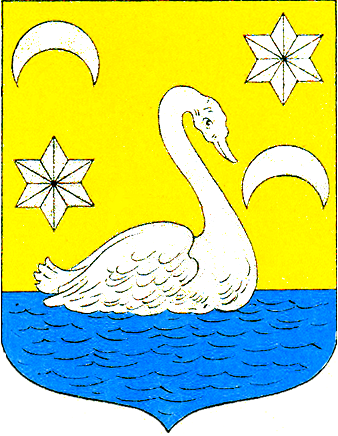
1908
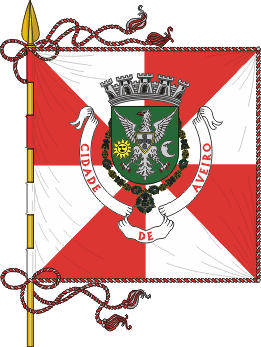
Міський штандарт
Малий герб